# Johann Georg Clement
Johann Georg Clement (* 1. April 1710 in Bruntál; † 23. Mai 1794 in Breslau) war ein deutscher Kirchenmusiker und Komponist.

## Leben und Werk
Johann Georg Clement wurde 1735 Kapellmeister am Breslauer Dom. 1737 wurde er zusätzlich Chordirektor an der Kreuzkirche.
Nach Carl Julius Adolph Hoffmann schrieb Clement 12 Messen, 27 Offertorien und 18 Graduale. Hoffmann wirft Clements Kompositionen „gebundenen Styl“ vor und qualifiziert sie als phantasielose „Rechenexempel“. Christian Friedrich Daniel Schubart zählt ihn dagegen zu den besten Kontrapunktisten seiner Zeit.